# Filippo Volandri
Filippo Volandri (n. 5 septembrie 1981, Livorno, Italia) este un jucător profesionist italian de tenis.